# NGC 6766
NGC 6766 é uma nebulosa planetária na direção da constelação de Cygnus. O objeto foi descoberto pelo astrônomo Edward Pickering em 1883, usando um telescópio refrator com abertura de 15 polegadas. Devido a sua moderada magnitude aparente (+10,9), é visível apenas com telescópios amadores ou com equipamentos superiores. 